# Aeroportul Hans Christian Andersen
Aeroportul Hans Christian Andersen (IATA: ODE, ICAO: EKOD) este un aeroport din Comuna Odense, Regiunea Syddanmark, Danemarca ce deservește zona Odense. Aeroportul a fost tranzitat în 2016 de 23.183 de pasageri. A fost deschis în 1943 și numit după Hans Christian Andersen.
Situat la o altitudine de 17 m, aeroportul dispune de 1 pistă.

## Infrastructură

### Piste
Aeroportul dispune de o singură pistă. Pista 06/24 are suprafața de asfalt și dimensiunile 2.000 m × 45 m. 